# Kauppalehti
Kauppalehti ist eine finnische Wirtschaftszeitung mit Sitz in Kauppalehti Oy, Helsinki. Sie wurde 1897 gegründet und hat eine Auflage von über 80.000 Stück. Die Zeitung erscheint von Montag bis Freitag täglich. Der Chefredakteur ist zurzeit Arno Ahosniemi.